# Tour of Guangxi 2023
Tour of Guangxi 2023 – 4. edycja wyścigu kolarskiego Tour of Guangxi, która odbyła się w dniach od 12 do 17 października 2023 na liczącej ponad 958 kilometrów trasie składającej się z 6 etapów i biegnącej z Beihai do Guilin. Impreza kategorii 2.UWT należała do cyklu UCI World Tour 2023.

## Etapy
| Etap | Data   | Start – Meta            | type        | Dystans (km) | Suma wzniesień (m) | Zwycięzca etapu       | Lider          |
| ---- | ------ | ----------------------- | ----------- | ------------ | ------------------ | --------------------- | -------------- |
| 1    | 12 paź | Beihai – Beihai         | płaski      | 135,6        | 725 m              | Elia Viviani          | Elia Viviani   |
| 2    | 13 paź | Beihai – Qinzhou        | płaski      | 149,6        | 619 m              | Jonathan Milan        | Jonathan Milan |
| 3    | 14 paź | Nanning – Nanning       | pagórkowaty | 134,3        | 1693 m             | Olav Kooij            | Dries De Bondt |
| 4    | 15 paź | Nanning – Mashan County | górzysty    | 161,4        | 1517 m             | Milan Vader           | Milan Vader    |
| 5    | 16 paź | Liuzhou – Guilin        | pagórkowaty | 209,6        | 1875 m             | Juan Sebastián Molano | Milan Vader    |
| 6    | 17 paź | Guilin – Guilin         | pagórkowaty | 168,3        | 1304 m             | Olav Kooij            | Milan Vader    |

## Uczestnicy

### Drużyny
| WorldTeams (14)- Alpecin-Deceuninck - Bahrain Victorious - Bora-Hansgrohe - Cofidis - EF Education-EasyPost - Ineos Grenadiers - Intermarché-Circus-Wanty - Jumbo-Visma - Lidl-Trek - Movistar Team - Arkéa-Samsic - Team DSM-Firmenich - Team Jayco AlUla - UAE Team Emirates ProTeams (3)- Israel-Premier Tech - Lotto Dstny - Tudor Pro Cycling Team Reprezentacja- Chiny |
| |

### Lista startowa
| Movistar Team MOV | Movistar Team MOV      | Movistar Team MOV |
| ----------------- | ---------------------- | ----------------- |
| Nr                | Kolarz                 | Miejsce           |
| 1                 | Abner González (PUR)   | 88.               |
| 2                 | Juri Hollmann (GER)    | 29.               |
| 3                 | Johan Jacobs (SUI)     | 59.               |
| 4                 | Matteo Jorgenson (USA) | 7.                |
| 5                 | Max Kanter (GER)       | 44.               |
| 6                 | Óscar Rodríguez (ESP)  | 33.               |
| 7                 | Iván Sosa (COL)        | 35.               |

| Alpecin-Deceuninck ADC | Alpecin-Deceuninck ADC      | Alpecin-Deceuninck ADC |
| ---------------------- | --------------------------- | ---------------------- |
| Nr                     | Kolarz                      | Miejsce                |
| 11                     | Dries De Bondt (BEL)        | 45.                    |
| 12                     | Senne Leysen (BEL)          | 40.                    |
| 13                     | Jakub Mareczko (ITA)        | 106.                   |
| 14                     | Edward Planckaert (BEL)     | 54.                    |
| 15                     | Jensen Plowright (AUS)      | 68.                    |
| 16                     | Lionel Taminiaux (BEL)      | 67.                    |
| 17                     | Fabio Van den Bossche (BEL) | 53.                    |

| Bahrain Victorious TBV | Bahrain Victorious TBV      | Bahrain Victorious TBV |
| ---------------------- | --------------------------- | ---------------------- |
| Nr                     | Kolarz                      | Miejsce                |
| 21                     | Rainer Kepplinger (AUT)     | 21.                    |
| 22                     | Filip Maciejuk (POL)        | 85.                    |
| 23                     | Ahmed Madan (BRN )          | 109.                   |
| 24                     | Jonathan Milan (ITA)        | 48.                    |
| 25                     | Dušan Rajović (SRB)         | 71.                    |
| 26                     | Johan Price-Pejtersen (DEN) | 97.                    |
| 27                     | Cameron Scott (AUS)         | 75.                    |

| Bora-Hansgrohe BOH | Bora-Hansgrohe BOH          | Bora-Hansgrohe BOH |
| ------------------ | --------------------------- | ------------------ |
| Nr                 | Kolarz                      | Miejsce            |
| 31                 | Maximilian Schachmann (GER) | 30.                |
| 32                 | Shane Archbold (NZL)        | 100.               |
| 33                 | Cesare Benedetti (POL)      | 52.                |
| 34                 | Sam Bennett (IRL)           | 108.               |
| 35                 | Ryan Mullen (IRL)           | 93.                |
| 36                 | Giovanni Aleotti (ITA)      | 14.                |
| 37                 | Frederik Wandahl (DEN)      | 38.                |

| Cofidis COF | Cofidis COF            | Cofidis COF |
| ----------- | ---------------------- | ----------- |
| Nr          | Kolarz                 | Miejsce     |
| 41          | Thomas Champion (FRA)  | 26.         |
| 42          | Rubén Fernández (ESP)  | 13.         |
| 43          | Axel Mariault (FRA)    | 12.         |
| 44          | Christophe Noppe (BEL) | 103.        |
| 45          | Rémy Rochas (FRA)      | 2.          |
| 46          | Benjamin Thomas (FRA)  | DNF-6       |
| 47          | Max Walscheid (GER)    | 60.         |

| EF Education-EasyPost EFE | EF Education-EasyPost EFE    | EF Education-EasyPost EFE |
| ------------------------- | ---------------------------- | ------------------------- |
| Nr                        | Kolarz                       | Miejsce                   |
| 51                        | Rigoberto Urán (COL)         | 19.                       |
| 52                        | Hugh Carthy (GBR)            | 4.                        |
| 53                        | Esteban Chaves (COL) (szosa) | 22.                       |
| 54                        | Jens Keukeleire (BEL)        | 69.                       |
| 55                        | Jonas Rutsch (GER)           | 50.                       |
| 56                        | Marijn van den Berg (NED)    | 49.                       |
| 57                        | Julius van den Berg (NED)    | DNS-6                     |

| Ineos Grenadiers IGD | Ineos Grenadiers IGD      | Ineos Grenadiers IGD |
| -------------------- | ------------------------- | -------------------- |
| Nr                   | Kolarz                    | Miejsce              |
| 61                   | Ethan Hayter (GBR)        | 3.                   |
| 62                   | Leo Hayter (GBR)          | 15.                  |
| 63                   | Michael Leonard (CAN)     | 72.                  |
| 64                   | Jhonatan Narváez (ECU)    | 17.                  |
| 65                   | Lucas Plapp (AUS) (szosa) | DNF-4                |
| 66                   | Luke Rowe (GBR)           | 84.                  |
| 67                   | Elia Viviani (ITA)        | 74.                  |

| Intermarché-Circus-Wanty ICW | Intermarché-Circus-Wanty ICW | Intermarché-Circus-Wanty ICW |
| ---------------------------- | ---------------------------- | ---------------------------- |
| Nr                           | Kolarz                       | Miejsce                      |
| 71                           | Sven Erik Bystrøm (NOR)      | 18.                          |
| 72                           | Rune Herregodts (BEL)        | 78.                          |
| 73                           | Julius Johansen (DEN)        | 55.                          |
| 74                           | Madis Mihkels (EST)          | DNS-1                        |
| 75                           | Adrien Petit (FRA)           | 83.                          |
| 76                           | Laurenz Rex (BEL)            | 43.                          |
| 77                           | Gerben Thijssen (BEL)        | DNS-1                        |

| Jumbo-Visma TJV | Jumbo-Visma TJV         | Jumbo-Visma TJV |
| --------------- | ----------------------- | --------------- |
| Nr              | Kolarz                  | Miejsce         |
| 81              | Olav Kooij (NED)        | 63.             |
| 82              | Steven Kruijswijk (NED) | 25.             |
| 85              | Milan Vader (NED)       | 1.              |
| 86              | Mick van Dijke (NED)    | 102.            |
| 87              | Tim van Dijke (NED)     | 57.             |

| Lidl-Trek LTK | Lidl-Trek LTK           | Lidl-Trek LTK |
| ------------- | ----------------------- | ------------- |
| Nr            | Kolarz                  | Miejsce       |
| 91            | Jon Aberasturi (ESP)    | 73.           |
| 92            | Filippo Baroncini (ITA) | 20.           |
| 94            | Dario Cataldo (ITA)     | 89.           |
| 95            | Asbjørn Hellemose (DEN) | 24.           |
| 97            | Antwan Tolhoek (NED)    | 98.           |

| Arkéa-Samsic ARK | Arkéa-Samsic ARK         | Arkéa-Samsic ARK |
| ---------------- | ------------------------ | ---------------- |
| Nr               | Kolarz                   | Miejsce          |
| 101              | Louis Barré (FRA)        | 6.               |
| 102              | Amaury Capiot (BEL)      | 39.              |
| 103              | David Dekker (NED)       | 79.              |
| 104              | Donavan Grondin (FRA)    | 47.              |
| 105              | Alessandro Verre (ITA)   | 37.              |
| 106              | Alan Riou (FRA)          | 101.             |
| 107              | Cristián Rodríguez (ESP) | 16.              |

| Team DSM-Firmenich DSM | Team DSM-Firmenich DSM        | Team DSM-Firmenich DSM |
| ---------------------- | ----------------------------- | ---------------------- |
| Nr                     | Kolarz                        | Miejsce                |
| 111                    | Tobias Lund Andresen (DEN)    | 66.                    |
| 112                    | Patrick Bevin (NZL)           | 86.                    |
| 113                    | Jonas Iversby Hvideberg (NOR) | 42.                    |
| 114                    | Andreas Leknessund (NOR)      | DNS-1                  |
| 115                    | Niklas Märkl (GER)            | 87.                    |
| 116                    | Oscar Onley (GBR)             | 11.                    |
| 117                    | Sam Welsford (AUS)            | DNS-1                  |

| Team Jayco AlUla JAY | Team Jayco AlUla JAY          | Team Jayco AlUla JAY |
| -------------------- | ----------------------------- | -------------------- |
| Nr                   | Kolarz                        | Miejsce              |
| 121                  | Amund Grøndahl Jansen (NOR)   | 81.                  |
| 122                  | Christopher Juul-Jensen (DEN) | 41.                  |
| 123                  | Jesús David Peña (COL)        | 8.                   |
| 124                  | Rudy Porter (AUS)             | 28.                  |
| 125                  | Lukas Pöstlberger (AUT)       | 90.                  |
| 126                  | Blake Quick (AUS)             | 80.                  |
| 127                  | Zdeněk Štybar (CZE)           | 77.                  |

| UAE Team Emirates UAD | UAE Team Emirates UAD       | UAE Team Emirates UAD |
| --------------------- | --------------------------- | --------------------- |
| Nr                    | Kolarz                      | Miejsce               |
| 131                   | Ivo Oliveira (POR) (szosa)  | 62.                   |
| 132                   | George Bennett (NZL)        | DNS-4                 |
| 133                   | Felix Großschartner (AUT)   | 9.                    |
| 134                   | Vegard Stake Laengen (NOR)  | 58.                   |
| 135                   | Juan Sebastián Molano (COL) | 61.                   |
| 136                   | Michael Vink (NZL)          | 34.                   |
| 137                   | Tim Wellens (BEL)           | 5.                    |

| Israel-Premier Tech IPT | Israel-Premier Tech IPT | Israel-Premier Tech IPT |
| ----------------------- | ----------------------- | ----------------------- |
| Nr                      | Kolarz                  | Miejsce                 |
| 141                     | Sebastian Berwick (AUS) | 32.                     |
| 142                     | Itamar Einhorn (ISR)    | DNF-3                   |
| 143                     | Omer Goldstein (ISR)    | 27.                     |
| 144                     | Mason Hollyman (GBR)    | 31.                     |
| 145                     | Taj Jones (AUS)         | 107.                    |
| 146                     | Jens Reynders (BEL)     | 64.                     |

| Lotto Dstny LTD | Lotto Dstny LTD           | Lotto Dstny LTD |
| --------------- | ------------------------- | --------------- |
| Nr              | Kolarz                    | Miejsce         |
| 151             | Johannes Adamietz (GER)   | 65.             |
| 152             | Thomas De Gendt (BEL)     | 56.             |
| 153             | Arnaud De Lie (BEL)       | 46.             |
| 154             | Sylvain Moniquet (BEL)    | 10.             |
| 155             | Mathijs Paasschens (NED)  | 70.             |
| 156             | Michael Schwarzmann (GER) | 82.             |
| 157             | Rüdiger Selig (GER)       | 92.             |

| Tudor Pro Cycling Team TUD | Tudor Pro Cycling Team TUD     | Tudor Pro Cycling Team TUD |
| -------------------------- | ------------------------------ | -------------------------- |
| Nr                         | Kolarz                         | Miejsce                    |
| 161                        | Sebastian Kolze Changizi (DEN) | 76.                        |
| 162                        | Arvid de Kleijn (NED)          | 91.                        |
| 163                        | Petr Kelemen (CZE)             | 51.                        |
| 164                        | Rick Pluimers (NED)            | 36.                        |
| 165                        | Yannis Voisard (SUI)           | 23.                        |
| 166                        | Maikel Zijlaard (NED)          | 94.                        |

| Chiny CHN | Chiny CHN      | Chiny CHN |
| --------- | -------------- | --------- |
| Nr        | Kolarz         | Miejsce   |
| 171       | Liu Jiankun    | 99.       |
| 172       | Ma Binyan      | 96.       |
| 173       | Niu Yikui      | 95.       |
| 174       | Su Haoyu       | 104.      |
| 175       | Sun Changsheng | 105.      |

| Movistar Team MOV | Movistar Team MOV      | Movistar Team MOV |
| ----------------- | ---------------------- | ----------------- |
| Nr                | Kolarz                 | Miejsce           |
| 1                 | Abner González (PUR)   | 88.               |
| 2                 | Juri Hollmann (GER)    | 29.               |
| 3                 | Johan Jacobs (SUI)     | 59.               |
| 4                 | Matteo Jorgenson (USA) | 7.                |
| 5                 | Max Kanter (GER)       | 44.               |
| 6                 | Óscar Rodríguez (ESP)  | 33.               |
| 7                 | Iván Sosa (COL)        | 35.               |

| Alpecin-Deceuninck ADC | Alpecin-Deceuninck ADC      | Alpecin-Deceuninck ADC |
| ---------------------- | --------------------------- | ---------------------- |
| Nr                     | Kolarz                      | Miejsce                |
| 11                     | Dries De Bondt (BEL)        | 45.                    |
| 12                     | Senne Leysen (BEL)          | 40.                    |
| 13                     | Jakub Mareczko (ITA)        | 106.                   |
| 14                     | Edward Planckaert (BEL)     | 54.                    |
| 15                     | Jensen Plowright (AUS)      | 68.                    |
| 16                     | Lionel Taminiaux (BEL)      | 67.                    |
| 17                     | Fabio Van den Bossche (BEL) | 53.                    |

| Bahrain Victorious TBV | Bahrain Victorious TBV      | Bahrain Victorious TBV |
| ---------------------- | --------------------------- | ---------------------- |
| Nr                     | Kolarz                      | Miejsce                |
| 21                     | Rainer Kepplinger (AUT)     | 21.                    |
| 22                     | Filip Maciejuk (POL)        | 85.                    |
| 23                     | Ahmed Madan (BRN )          | 109.                   |
| 24                     | Jonathan Milan (ITA)        | 48.                    |
| 25                     | Dušan Rajović (SRB)         | 71.                    |
| 26                     | Johan Price-Pejtersen (DEN) | 97.                    |
| 27                     | Cameron Scott (AUS)         | 75.                    |

| Bora-Hansgrohe BOH | Bora-Hansgrohe BOH          | Bora-Hansgrohe BOH |
| ------------------ | --------------------------- | ------------------ |
| Nr                 | Kolarz                      | Miejsce            |
| 31                 | Maximilian Schachmann (GER) | 30.                |
| 32                 | Shane Archbold (NZL)        | 100.               |
| 33                 | Cesare Benedetti (POL)      | 52.                |
| 34                 | Sam Bennett (IRL)           | 108.               |
| 35                 | Ryan Mullen (IRL)           | 93.                |
| 36                 | Giovanni Aleotti (ITA)      | 14.                |
| 37                 | Frederik Wandahl (DEN)      | 38.                |

| Cofidis COF | Cofidis COF            | Cofidis COF |
| ----------- | ---------------------- | ----------- |
| Nr          | Kolarz                 | Miejsce     |
| 41          | Thomas Champion (FRA)  | 26.         |
| 42          | Rubén Fernández (ESP)  | 13.         |
| 43          | Axel Mariault (FRA)    | 12.         |
| 44          | Christophe Noppe (BEL) | 103.        |
| 45          | Rémy Rochas (FRA)      | 2.          |
| 46          | Benjamin Thomas (FRA)  | DNF-6       |
| 47          | Max Walscheid (GER)    | 60.         |

| EF Education-EasyPost EFE | EF Education-EasyPost EFE    | EF Education-EasyPost EFE |
| ------------------------- | ---------------------------- | ------------------------- |
| Nr                        | Kolarz                       | Miejsce                   |
| 51                        | Rigoberto Urán (COL)         | 19.                       |
| 52                        | Hugh Carthy (GBR)            | 4.                        |
| 53                        | Esteban Chaves (COL) (szosa) | 22.                       |
| 54                        | Jens Keukeleire (BEL)        | 69.                       |
| 55                        | Jonas Rutsch (GER)           | 50.                       |
| 56                        | Marijn van den Berg (NED)    | 49.                       |
| 57                        | Julius van den Berg (NED)    | DNS-6                     |

| Ineos Grenadiers IGD | Ineos Grenadiers IGD      | Ineos Grenadiers IGD |
| -------------------- | ------------------------- | -------------------- |
| Nr                   | Kolarz                    | Miejsce              |
| 61                   | Ethan Hayter (GBR)        | 3.                   |
| 62                   | Leo Hayter (GBR)          | 15.                  |
| 63                   | Michael Leonard (CAN)     | 72.                  |
| 64                   | Jhonatan Narváez (ECU)    | 17.                  |
| 65                   | Lucas Plapp (AUS) (szosa) | DNF-4                |
| 66                   | Luke Rowe (GBR)           | 84.                  |
| 67                   | Elia Viviani (ITA)        | 74.                  |

| Intermarché-Circus-Wanty ICW | Intermarché-Circus-Wanty ICW | Intermarché-Circus-Wanty ICW |
| ---------------------------- | ---------------------------- | ---------------------------- |
| Nr                           | Kolarz                       | Miejsce                      |
| 71                           | Sven Erik Bystrøm (NOR)      | 18.                          |
| 72                           | Rune Herregodts (BEL)        | 78.                          |
| 73                           | Julius Johansen (DEN)        | 55.                          |
| 74                           | Madis Mihkels (EST)          | DNS-1                        |
| 75                           | Adrien Petit (FRA)           | 83.                          |
| 76                           | Laurenz Rex (BEL)            | 43.                          |
| 77                           | Gerben Thijssen (BEL)        | DNS-1                        |

| Jumbo-Visma TJV | Jumbo-Visma TJV         | Jumbo-Visma TJV |
| --------------- | ----------------------- | --------------- |
| Nr              | Kolarz                  | Miejsce         |
| 81              | Olav Kooij (NED)        | 63.             |
| 82              | Steven Kruijswijk (NED) | 25.             |
| 85              | Milan Vader (NED)       | 1.              |
| 86              | Mick van Dijke (NED)    | 102.            |
| 87              | Tim van Dijke (NED)     | 57.             |

| Lidl-Trek LTK | Lidl-Trek LTK           | Lidl-Trek LTK |
| ------------- | ----------------------- | ------------- |
| Nr            | Kolarz                  | Miejsce       |
| 91            | Jon Aberasturi (ESP)    | 73.           |
| 92            | Filippo Baroncini (ITA) | 20.           |
| 94            | Dario Cataldo (ITA)     | 89.           |
| 95            | Asbjørn Hellemose (DEN) | 24.           |
| 97            | Antwan Tolhoek (NED)    | 98.           |

| Arkéa-Samsic ARK | Arkéa-Samsic ARK         | Arkéa-Samsic ARK |
| ---------------- | ------------------------ | ---------------- |
| Nr               | Kolarz                   | Miejsce          |
| 101              | Louis Barré (FRA)        | 6.               |
| 102              | Amaury Capiot (BEL)      | 39.              |
| 103              | David Dekker (NED)       | 79.              |
| 104              | Donavan Grondin (FRA)    | 47.              |
| 105              | Alessandro Verre (ITA)   | 37.              |
| 106              | Alan Riou (FRA)          | 101.             |
| 107              | Cristián Rodríguez (ESP) | 16.              |

| Team DSM-Firmenich DSM | Team DSM-Firmenich DSM        | Team DSM-Firmenich DSM |
| ---------------------- | ----------------------------- | ---------------------- |
| Nr                     | Kolarz                        | Miejsce                |
| 111                    | Tobias Lund Andresen (DEN)    | 66.                    |
| 112                    | Patrick Bevin (NZL)           | 86.                    |
| 113                    | Jonas Iversby Hvideberg (NOR) | 42.                    |
| 114                    | Andreas Leknessund (NOR)      | DNS-1                  |
| 115                    | Niklas Märkl (GER)            | 87.                    |
| 116                    | Oscar Onley (GBR)             | 11.                    |
| 117                    | Sam Welsford (AUS)            | DNS-1                  |

| Team Jayco AlUla JAY | Team Jayco AlUla JAY          | Team Jayco AlUla JAY |
| -------------------- | ----------------------------- | -------------------- |
| Nr                   | Kolarz                        | Miejsce              |
| 121                  | Amund Grøndahl Jansen (NOR)   | 81.                  |
| 122                  | Christopher Juul-Jensen (DEN) | 41.                  |
| 123                  | Jesús David Peña (COL)        | 8.                   |
| 124                  | Rudy Porter (AUS)             | 28.                  |
| 125                  | Lukas Pöstlberger (AUT)       | 90.                  |
| 126                  | Blake Quick (AUS)             | 80.                  |
| 127                  | Zdeněk Štybar (CZE)           | 77.                  |

| UAE Team Emirates UAD | UAE Team Emirates UAD       | UAE Team Emirates UAD |
| --------------------- | --------------------------- | --------------------- |
| Nr                    | Kolarz                      | Miejsce               |
| 131                   | Ivo Oliveira (POR) (szosa)  | 62.                   |
| 132                   | George Bennett (NZL)        | DNS-4                 |
| 133                   | Felix Großschartner (AUT)   | 9.                    |
| 134                   | Vegard Stake Laengen (NOR)  | 58.                   |
| 135                   | Juan Sebastián Molano (COL) | 61.                   |
| 136                   | Michael Vink (NZL)          | 34.                   |
| 137                   | Tim Wellens (BEL)           | 5.                    |

| Israel-Premier Tech IPT | Israel-Premier Tech IPT | Israel-Premier Tech IPT |
| ----------------------- | ----------------------- | ----------------------- |
| Nr                      | Kolarz                  | Miejsce                 |
| 141                     | Sebastian Berwick (AUS) | 32.                     |
| 142                     | Itamar Einhorn (ISR)    | DNF-3                   |
| 143                     | Omer Goldstein (ISR)    | 27.                     |
| 144                     | Mason Hollyman (GBR)    | 31.                     |
| 145                     | Taj Jones (AUS)         | 107.                    |
| 146                     | Jens Reynders (BEL)     | 64.                     |

| Lotto Dstny LTD | Lotto Dstny LTD           | Lotto Dstny LTD |
| --------------- | ------------------------- | --------------- |
| Nr              | Kolarz                    | Miejsce         |
| 151             | Johannes Adamietz (GER)   | 65.             |
| 152             | Thomas De Gendt (BEL)     | 56.             |
| 153             | Arnaud De Lie (BEL)       | 46.             |
| 154             | Sylvain Moniquet (BEL)    | 10.             |
| 155             | Mathijs Paasschens (NED)  | 70.             |
| 156             | Michael Schwarzmann (GER) | 82.             |
| 157             | Rüdiger Selig (GER)       | 92.             |

| Tudor Pro Cycling Team TUD | Tudor Pro Cycling Team TUD     | Tudor Pro Cycling Team TUD |
| -------------------------- | ------------------------------ | -------------------------- |
| Nr                         | Kolarz                         | Miejsce                    |
| 161                        | Sebastian Kolze Changizi (DEN) | 76.                        |
| 162                        | Arvid de Kleijn (NED)          | 91.                        |
| 163                        | Petr Kelemen (CZE)             | 51.                        |
| 164                        | Rick Pluimers (NED)            | 36.                        |
| 165                        | Yannis Voisard (SUI)           | 23.                        |
| 166                        | Maikel Zijlaard (NED)          | 94.                        |

| Chiny CHN | Chiny CHN      | Chiny CHN |
| --------- | -------------- | --------- |
| Nr        | Kolarz         | Miejsce   |
| 171       | Liu Jiankun    | 99.       |
| 172       | Ma Binyan      | 96.       |
| 173       | Niu Yikui      | 95.       |
| 174       | Su Haoyu       | 104.      |
| 175       | Sun Changsheng | 105.      |

Legenda: DNF – nie ukończył etapu, OTL – przekroczył limit czasu, DNS – nie wystartował do etapu, DSQ – zdyskwalifikowany. Numer przy skrócie oznacza etap, na którym kolarz opuścił wyścig.

## Wyniki etapów

### Etap 1
| Beihai - Beihai | płaski | (135,6 km) |

| \| Klasyfikacja etapu \| Klasyfikacja etapu \| Klasyfikacja etapu \| Klasyfikacja etapu \| Klasyfikacja etapu \| \| Kolarz \| Kolarz \| Państwo \| Drużyna \| Czas \| \| ------------------ \| ------------------ \| ------------------ \| ---------------------- \| ------------------ \| \| 1. \| Elia Viviani \| Włochy \| Ineos Grenadiers \| 3h 01' 56" \| \| 2. \| Jonathan Milan \| Włochy \| Bahrain Victorious \| + 0" \| \| 3. \| Sam Bennett \| Irlandia \| Bora-Hansgrohe \| + 0" \| \| 4. \| Arnaud De Lie \| Belgia \| Lotto Dstny \| + 0" \| \| 5. \| Olav Kooij \| Holandia \| Jumbo-Visma \| + 0" \| \| 6. \| Lionel Taminiaux \| Belgia \| Alpecin-Deceuninck \| + 0" \| \| 7. \| Max Walscheid \| Niemcy \| Cofidis \| + 0" \| \| 8. \| Arvid de Kleijn \| Holandia \| Tudor Pro Cycling Team \| + 0" \| \| 9. \| Jensen Plowright \| Australia \| Alpecin-Deceuninck \| + 0" \| \| 10. \| Jon Aberasturi \| Hiszpania \| Lidl-Trek \| + 0" \| |                  |           |                        |            |
| |                  |           |                        |            |
| Źródło: ProCyclingStats |                  |           |                        |            |
| Klasyfikacja etapu |                  |           |                        |            |
| Kolarz | Kolarz           | Państwo   | Drużyna                | Czas       |
| 1. | Elia Viviani     | Włochy    | Ineos Grenadiers       | 3h 01' 56" |
| 2. | Jonathan Milan   | Włochy    | Bahrain Victorious     | + 0"       |
| 3. | Sam Bennett      | Irlandia  | Bora-Hansgrohe         | + 0"       |
| 4. | Arnaud De Lie    | Belgia    | Lotto Dstny            | + 0"       |
| 5. | Olav Kooij       | Holandia  | Jumbo-Visma            | + 0"       |
| 6. | Lionel Taminiaux | Belgia    | Alpecin-Deceuninck     | + 0"       |
| 7. | Max Walscheid    | Niemcy    | Cofidis                | + 0"       |
| 8. | Arvid de Kleijn  | Holandia  | Tudor Pro Cycling Team | + 0"       |
| 9. | Jensen Plowright | Australia | Alpecin-Deceuninck     | + 0"       |
| 10. | Jon Aberasturi   | Hiszpania | Lidl-Trek              | + 0"       |

| \| Klasyfikacja generalna \| Klasyfikacja generalna \| Klasyfikacja generalna \| Klasyfikacja generalna \| Klasyfikacja generalna \| \| Kolarz \| Kolarz \| Państwo \| Drużyna \| Czas \| \| ---------------------- \| ---------------------- \| ---------------------- \| ---------------------- \| ---------------------- \| \| 1. \| Elia Viviani \| Włochy \| Ineos Grenadiers \| 3h 01' 46" \| \| 2. \| Jonathan Milan \| Włochy \| Bahrain Victorious \| + 4" \| \| 3. \| Dries De Bondt \| Belgia \| Alpecin-Deceuninck \| + 4" \| \| 4. \| Sam Bennett \| Irlandia \| Bora-Hansgrohe \| + 6" \| \| 5. \| Omer Goldstein \| Izrael \| Israel-Premier Tech \| + 7" \| \| 6. \| Frederik Wandahl \| Dania \| Bora-Hansgrohe \| + 8" \| \| 7. \| Louis Barré \| Francja \| Arkéa-Samsic \| + 9" \| \| 8. \| Arnaud De Lie \| Belgia \| Lotto Dstny \| + 10" \| \| 9. \| Olav Kooij \| Holandia \| Jumbo-Visma \| + 10" \| \| 10. \| Lionel Taminiaux \| Belgia \| Alpecin-Deceuninck \| + 10" \| |                  |          |                     |            |
| |                  |          |                     |            |
| Źródło: ProCyclingStats |                  |          |                     |            |
| Klasyfikacja generalna |                  |          |                     |            |
| Kolarz | Kolarz           | Państwo  | Drużyna             | Czas       |
| 1. | Elia Viviani     | Włochy   | Ineos Grenadiers    | 3h 01' 46" |
| 2. | Jonathan Milan   | Włochy   | Bahrain Victorious  | + 4"       |
| 3. | Dries De Bondt   | Belgia   | Alpecin-Deceuninck  | + 4"       |
| 4. | Sam Bennett      | Irlandia | Bora-Hansgrohe      | + 6"       |
| 5. | Omer Goldstein   | Izrael   | Israel-Premier Tech | + 7"       |
| 6. | Frederik Wandahl | Dania    | Bora-Hansgrohe      | + 8"       |
| 7. | Louis Barré      | Francja  | Arkéa-Samsic        | + 9"       |
| 8. | Arnaud De Lie    | Belgia   | Lotto Dstny         | + 10"      |
| 9. | Olav Kooij       | Holandia | Jumbo-Visma         | + 10"      |
| 10. | Lionel Taminiaux | Belgia   | Alpecin-Deceuninck  | + 10"      |

### Etap 2
| Beihai - Qinzhou | płaski | (149,6 km) |

| \| Klasyfikacja etapu \| Klasyfikacja etapu \| Klasyfikacja etapu \| Klasyfikacja etapu \| Klasyfikacja etapu \| \| Kolarz \| Kolarz \| Państwo \| Drużyna \| Czas \| \| ------------------ \| --------------------- \| ------------------ \| ---------------------- \| ------------------ \| \| 1. \| Jonathan Milan \| Włochy \| Bahrain Victorious \| 3h 15' 53" \| \| 2. \| Arvid de Kleijn \| Holandia \| Tudor Pro Cycling Team \| + 0" \| \| 3. \| Juan Sebastián Molano \| Kolumbia \| UAE Team Emirates \| + 0" \| \| 4. \| Max Kanter \| Niemcy \| Movistar Team \| + 0" \| \| 5. \| Jhonatan Narváez \| Ekwador \| Ineos Grenadiers \| + 0" \| \| 6. \| Sam Bennett \| Irlandia \| Bora-Hansgrohe \| + 0" \| \| 7. \| Olav Kooij \| Holandia \| Jumbo-Visma \| + 0" \| \| 8. \| Ma Binyan \| Chiny \| Chiny \| + 0" \| \| 9. \| Rüdiger Selig \| Niemcy \| Lotto Dstny \| + 0" \| \| 10. \| Arnaud De Lie \| Belgia \| Lotto Dstny \| + 0" \| |                       |          |                        |            |
| |                       |          |                        |            |
| Źródło: ProCyclingStats |                       |          |                        |            |
| Klasyfikacja etapu |                       |          |                        |            |
| Kolarz | Kolarz                | Państwo  | Drużyna                | Czas       |
| 1. | Jonathan Milan        | Włochy   | Bahrain Victorious     | 3h 15' 53" |
| 2. | Arvid de Kleijn       | Holandia | Tudor Pro Cycling Team | + 0"       |
| 3. | Juan Sebastián Molano | Kolumbia | UAE Team Emirates      | + 0"       |
| 4. | Max Kanter            | Niemcy   | Movistar Team          | + 0"       |
| 5. | Jhonatan Narváez      | Ekwador  | Ineos Grenadiers       | + 0"       |
| 6. | Sam Bennett           | Irlandia | Bora-Hansgrohe         | + 0"       |
| 7. | Olav Kooij            | Holandia | Jumbo-Visma            | + 0"       |
| 8. | Ma Binyan             | Chiny    | Chiny                  | + 0"       |
| 9. | Rüdiger Selig         | Niemcy   | Lotto Dstny            | + 0"       |
| 10. | Arnaud De Lie         | Belgia   | Lotto Dstny            | + 0"       |

| \| Klasyfikacja generalna \| Klasyfikacja generalna \| Klasyfikacja generalna \| Klasyfikacja generalna \| Klasyfikacja generalna \| \| Kolarz \| Kolarz \| Państwo \| Drużyna \| Czas \| \| ---------------------- \| ---------------------- \| ---------------------- \| ---------------------- \| ---------------------- \| \| 1. \| Jonathan Milan \| Włochy \| Bahrain Victorious \| 6h 17' 33" \| \| 2. \| Dries De Bondt \| Belgia \| Alpecin-Deceuninck \| + 4" \| \| 3. \| Elia Viviani \| Włochy \| Ineos Grenadiers \| + 6" \| \| 4. \| Arvid de Kleijn \| Holandia \| Tudor Pro Cycling Team \| + 10" \| \| 5. \| Sam Bennett \| Irlandia \| Bora-Hansgrohe \| + 12" \| \| 6. \| Juan Sebastián Molano \| Kolumbia \| UAE Team Emirates \| + 12" \| \| 7. \| Jens Reynders \| Belgia \| Israel-Premier Tech \| + 13" \| \| 8. \| Omer Goldstein \| Izrael \| Israel-Premier Tech \| + 13" \| \| 9. \| Thomas Champion \| Francja \| Cofidis \| + 13" \| \| 10. \| Frederik Wandahl \| Dania \| Bora-Hansgrohe \| + 14" \| |                       |          |                        |            |
| |                       |          |                        |            |
| Źródło: ProCyclingStats |                       |          |                        |            |
| Klasyfikacja generalna |                       |          |                        |            |
| Kolarz | Kolarz                | Państwo  | Drużyna                | Czas       |
| 1. | Jonathan Milan        | Włochy   | Bahrain Victorious     | 6h 17' 33" |
| 2. | Dries De Bondt        | Belgia   | Alpecin-Deceuninck     | + 4"       |
| 3. | Elia Viviani          | Włochy   | Ineos Grenadiers       | + 6"       |
| 4. | Arvid de Kleijn       | Holandia | Tudor Pro Cycling Team | + 10"      |
| 5. | Sam Bennett           | Irlandia | Bora-Hansgrohe         | + 12"      |
| 6. | Juan Sebastián Molano | Kolumbia | UAE Team Emirates      | + 12"      |
| 7. | Jens Reynders         | Belgia   | Israel-Premier Tech    | + 13"      |
| 8. | Omer Goldstein        | Izrael   | Israel-Premier Tech    | + 13"      |
| 9. | Thomas Champion       | Francja  | Cofidis                | + 13"      |
| 10. | Frederik Wandahl      | Dania    | Bora-Hansgrohe         | + 14"      |

### Etap 3
| Nanning - Nanning | pagórkowaty | (134,3 km) |

| \| Klasyfikacja etapu \| Klasyfikacja etapu \| Klasyfikacja etapu \| Klasyfikacja etapu \| Klasyfikacja etapu \| \| Kolarz \| Kolarz \| Państwo \| Drużyna \| Czas \| \| ------------------ \| -------------------- \| ------------------ \| ------------------------ \| ------------------ \| \| 1. \| Olav Kooij \| Holandia \| Jumbo-Visma \| 3h 04' 09" \| \| 2. \| Rick Pluimers \| Holandia \| Tudor Pro Cycling Team \| + 0" \| \| 3. \| Marijn van den Berg \| Holandia \| EF Education-EasyPost \| + 0" \| \| 4. \| Tobias Lund Andresen \| Dania \| Team DSM-Firmenich \| + 0" \| \| 5. \| Lionel Taminiaux \| Belgia \| Alpecin-Deceuninck \| + 0" \| \| 6. \| Axel Mariault \| Francja \| Cofidis \| + 0" \| \| 7. \| Laurenz Rex \| Belgia \| Intermarché-Circus-Wanty \| + 0" \| \| 8. \| Ethan Hayter \| Wielka Brytania \| Ineos Grenadiers \| + 0" \| \| 9. \| Jonathan Milan \| Włochy \| Bahrain Victorious \| + 0" \| \| 10. \| Johan Jacobs \| Szwajcaria \| Movistar Team \| + 0" \| |                      |                 |                          |            |
| |                      |                 |                          |            |
| Źródło: ProCyclingStats |                      |                 |                          |            |
| Klasyfikacja etapu |                      |                 |                          |            |
| Kolarz | Kolarz               | Państwo         | Drużyna                  | Czas       |
| 1. | Olav Kooij           | Holandia        | Jumbo-Visma              | 3h 04' 09" |
| 2. | Rick Pluimers        | Holandia        | Tudor Pro Cycling Team   | + 0"       |
| 3. | Marijn van den Berg  | Holandia        | EF Education-EasyPost    | + 0"       |
| 4. | Tobias Lund Andresen | Dania           | Team DSM-Firmenich       | + 0"       |
| 5. | Lionel Taminiaux     | Belgia          | Alpecin-Deceuninck       | + 0"       |
| 6. | Axel Mariault        | Francja         | Cofidis                  | + 0"       |
| 7. | Laurenz Rex          | Belgia          | Intermarché-Circus-Wanty | + 0"       |
| 8. | Ethan Hayter         | Wielka Brytania | Ineos Grenadiers         | + 0"       |
| 9. | Jonathan Milan       | Włochy          | Bahrain Victorious       | + 0"       |
| 10. | Johan Jacobs         | Szwajcaria      | Movistar Team            | + 0"       |

| \| Klasyfikacja generalna \| Klasyfikacja generalna \| Klasyfikacja generalna \| Klasyfikacja generalna \| Klasyfikacja generalna \| \| Kolarz \| Kolarz \| Państwo \| Drużyna \| Czas \| \| ---------------------- \| ---------------------- \| ---------------------- \| ---------------------- \| ---------------------- \| \| 1. \| Dries De Bondt \| Belgia \| Alpecin-Deceuninck \| 9h 21' 40" \| \| 2. \| Jonathan Milan \| Włochy \| Bahrain Victorious \| + 2" \| \| 3. \| Olav Kooij \| Holandia \| Jumbo-Visma \| + 8" \| \| 4. \| Rick Pluimers \| Holandia \| Tudor Pro Cycling Team \| + 12" \| \| 5. \| Marijn van den Berg \| Holandia \| EF Education-EasyPost \| + 14" \| \| 6. \| Juan Sebastián Molano \| Kolumbia \| UAE Team Emirates \| + 14" \| \| 7. \| Omer Goldstein \| Izrael \| Israel-Premier Tech \| + 15" \| \| 8. \| Thomas Champion \| Francja \| Cofidis \| + 15" \| \| 9. \| Frederik Wandahl \| Dania \| Bora-Hansgrohe \| + 15" \| \| 10. \| Louis Barré \| Francja \| Arkéa-Samsic \| + 17" \| |                       |          |                        |            |
| |                       |          |                        |            |
| Źródło: ProCyclingStats |                       |          |                        |            |
| Klasyfikacja generalna |                       |          |                        |            |
| Kolarz | Kolarz                | Państwo  | Drużyna                | Czas       |
| 1. | Dries De Bondt        | Belgia   | Alpecin-Deceuninck     | 9h 21' 40" |
| 2. | Jonathan Milan        | Włochy   | Bahrain Victorious     | + 2"       |
| 3. | Olav Kooij            | Holandia | Jumbo-Visma            | + 8"       |
| 4. | Rick Pluimers         | Holandia | Tudor Pro Cycling Team | + 12"      |
| 5. | Marijn van den Berg   | Holandia | EF Education-EasyPost  | + 14"      |
| 6. | Juan Sebastián Molano | Kolumbia | UAE Team Emirates      | + 14"      |
| 7. | Omer Goldstein        | Izrael   | Israel-Premier Tech    | + 15"      |
| 8. | Thomas Champion       | Francja  | Cofidis                | + 15"      |
| 9. | Frederik Wandahl      | Dania    | Bora-Hansgrohe         | + 15"      |
| 10. | Louis Barré           | Francja  | Arkéa-Samsic           | + 17"      |

### Etap 4
| Nanning - Mashan County | górzysty | (161,4 km) |

| \| Klasyfikacja etapu \| Klasyfikacja etapu \| Klasyfikacja etapu \| Klasyfikacja etapu \| Klasyfikacja etapu \| \| Kolarz \| Kolarz \| Państwo \| Drużyna \| Czas \| \| ------------------ \| ------------------- \| ------------------ \| --------------------- \| ------------------ \| \| 1. \| Milan Vader \| Holandia \| Jumbo-Visma \| 3h 43' 45" \| \| 2. \| Rémy Rochas \| Francja \| Cofidis \| + 2" \| \| 3. \| Hugh Carthy \| Wielka Brytania \| EF Education-EasyPost \| + 8" \| \| 4. \| Jesús David Peña \| Kolumbia \| Team Jayco AlUla \| + 8" \| \| 5. \| Felix Großschartner \| Austria \| UAE Team Emirates \| + 8" \| \| 6. \| Sylvain Moniquet \| Belgia \| Lotto Dstny \| + 8" \| \| 7. \| Tim Wellens \| Belgia \| UAE Team Emirates \| + 8" \| \| 8. \| Matteo Jorgenson \| Stany Zjednoczone \| Movistar Team \| + 8" \| \| 9. \| Louis Barré \| Francja \| Arkéa-Samsic \| + 8" \| \| 10. \| Ethan Hayter \| Wielka Brytania \| Ineos Grenadiers \| + 8" \| |                     |                   |                       |            |
| |                     |                   |                       |            |
| Źródło: ProCyclingStats |                     |                   |                       |            |
| Klasyfikacja etapu |                     |                   |                       |            |
| Kolarz | Kolarz              | Państwo           | Drużyna               | Czas       |
| 1. | Milan Vader         | Holandia          | Jumbo-Visma           | 3h 43' 45" |
| 2. | Rémy Rochas         | Francja           | Cofidis               | + 2"       |
| 3. | Hugh Carthy         | Wielka Brytania   | EF Education-EasyPost | + 8"       |
| 4. | Jesús David Peña    | Kolumbia          | Team Jayco AlUla      | + 8"       |
| 5. | Felix Großschartner | Austria           | UAE Team Emirates     | + 8"       |
| 6. | Sylvain Moniquet    | Belgia            | Lotto Dstny           | + 8"       |
| 7. | Tim Wellens         | Belgia            | UAE Team Emirates     | + 8"       |
| 8. | Matteo Jorgenson    | Stany Zjednoczone | Movistar Team         | + 8"       |
| 9. | Louis Barré         | Francja           | Arkéa-Samsic          | + 8"       |
| 10. | Ethan Hayter        | Wielka Brytania   | Ineos Grenadiers      | + 8"       |

| \| Klasyfikacja generalna \| Klasyfikacja generalna \| Klasyfikacja generalna \| Klasyfikacja generalna \| Klasyfikacja generalna \| \| Kolarz \| Kolarz \| Państwo \| Drużyna \| Czas \| \| ---------------------- \| ---------------------- \| ---------------------- \| ---------------------- \| ---------------------- \| \| 1. \| Milan Vader \| Holandia \| Jumbo-Visma \| 13h 05' 33" \| \| 2. \| Rémy Rochas \| Francja \| Cofidis \| + 6" \| \| 3. \| Hugh Carthy \| Wielka Brytania \| EF Education-EasyPost \| + 14" \| \| 4. \| Louis Barré \| Francja \| Arkéa-Samsic \| + 17" \| \| 5. \| Matteo Jorgenson \| Stany Zjednoczone \| Movistar Team \| + 18" \| \| 6. \| Ethan Hayter \| Wielka Brytania \| Ineos Grenadiers \| + 18" \| \| 7. \| Felix Großschartner \| Austria \| UAE Team Emirates \| + 18" \| \| 8. \| Jesús David Peña \| Kolumbia \| Team Jayco AlUla \| + 18" \| \| 9. \| Tim Wellens \| Belgia \| UAE Team Emirates \| + 18" \| \| 10. \| Sylvain Moniquet \| Belgia \| Lotto Dstny \| + 18" \| |                     |                   |                       |             |
| |                     |                   |                       |             |
| Źródło: ProCyclingStats |                     |                   |                       |             |
| Klasyfikacja generalna |                     |                   |                       |             |
| Kolarz | Kolarz              | Państwo           | Drużyna               | Czas        |
| 1. | Milan Vader         | Holandia          | Jumbo-Visma           | 13h 05' 33" |
| 2. | Rémy Rochas         | Francja           | Cofidis               | + 6"        |
| 3. | Hugh Carthy         | Wielka Brytania   | EF Education-EasyPost | + 14"       |
| 4. | Louis Barré         | Francja           | Arkéa-Samsic          | + 17"       |
| 5. | Matteo Jorgenson    | Stany Zjednoczone | Movistar Team         | + 18"       |
| 6. | Ethan Hayter        | Wielka Brytania   | Ineos Grenadiers      | + 18"       |
| 7. | Felix Großschartner | Austria           | UAE Team Emirates     | + 18"       |
| 8. | Jesús David Peña    | Kolumbia          | Team Jayco AlUla      | + 18"       |
| 9. | Tim Wellens         | Belgia            | UAE Team Emirates     | + 18"       |
| 10. | Sylvain Moniquet    | Belgia            | Lotto Dstny           | + 18"       |

### Etap 5
| Liuzhou - Guilin | pagórkowaty | (209,6 km) |

| \| Klasyfikacja etapu \| Klasyfikacja etapu \| Klasyfikacja etapu \| Klasyfikacja etapu \| Klasyfikacja etapu \| \| Kolarz \| Kolarz \| Państwo \| Drużyna \| Czas \| \| ------------------ \| --------------------- \| ------------------ \| ------------------------ \| ------------------ \| \| 1. \| Juan Sebastián Molano \| Kolumbia \| UAE Team Emirates \| 4h 36' 54" \| \| 2. \| Olav Kooij \| Holandia \| Jumbo-Visma \| + 0" \| \| 3. \| Tobias Lund Andresen \| Dania \| Team DSM-Firmenich \| + 0" \| \| 4. \| Jonathan Milan \| Włochy \| Bahrain Victorious \| + 0" \| \| 5. \| Arvid de Kleijn \| Holandia \| Tudor Pro Cycling Team \| + 0" \| \| 6. \| Jon Aberasturi \| Hiszpania \| Lidl-Trek \| + 0" \| \| 7. \| Max Kanter \| Niemcy \| Movistar Team \| + 0" \| \| 8. \| Elia Viviani \| Włochy \| Ineos Grenadiers \| + 0" \| \| 9. \| Blake Quick \| Australia \| Team Jayco AlUla \| + 0" \| \| 10. \| Laurenz Rex \| Belgia \| Intermarché-Circus-Wanty \| + 0" \| |                       |           |                          |            |
| |                       |           |                          |            |
| Źródło: ProCyclingStats |                       |           |                          |            |
| Klasyfikacja etapu |                       |           |                          |            |
| Kolarz | Kolarz                | Państwo   | Drużyna                  | Czas       |
| 1. | Juan Sebastián Molano | Kolumbia  | UAE Team Emirates        | 4h 36' 54" |
| 2. | Olav Kooij            | Holandia  | Jumbo-Visma              | + 0"       |
| 3. | Tobias Lund Andresen  | Dania     | Team DSM-Firmenich       | + 0"       |
| 4. | Jonathan Milan        | Włochy    | Bahrain Victorious       | + 0"       |
| 5. | Arvid de Kleijn       | Holandia  | Tudor Pro Cycling Team   | + 0"       |
| 6. | Jon Aberasturi        | Hiszpania | Lidl-Trek                | + 0"       |
| 7. | Max Kanter            | Niemcy    | Movistar Team            | + 0"       |
| 8. | Elia Viviani          | Włochy    | Ineos Grenadiers         | + 0"       |
| 9. | Blake Quick           | Australia | Team Jayco AlUla         | + 0"       |
| 10. | Laurenz Rex           | Belgia    | Intermarché-Circus-Wanty | + 0"       |

| \| Klasyfikacja generalna \| Klasyfikacja generalna \| Klasyfikacja generalna \| Klasyfikacja generalna \| Klasyfikacja generalna \| \| Kolarz \| Kolarz \| Państwo \| Drużyna \| Czas \| \| ---------------------- \| ---------------------- \| ---------------------- \| ---------------------- \| ---------------------- \| \| 1. \| Milan Vader \| Holandia \| Jumbo-Visma \| 17h 42' 27" \| \| 2. \| Rémy Rochas \| Francja \| Cofidis \| + 6" \| \| 3. \| Hugh Carthy \| Wielka Brytania \| EF Education-EasyPost \| + 14" \| \| 4. \| Tim Wellens \| Belgia \| UAE Team Emirates \| + 16" \| \| 5. \| Louis Barré \| Francja \| Arkéa-Samsic \| + 17" \| \| 6. \| Matteo Jorgenson \| Stany Zjednoczone \| Movistar Team \| + 18" \| \| 7. \| Ethan Hayter \| Wielka Brytania \| Ineos Grenadiers \| + 18" \| \| 8. \| Jesús David Peña \| Kolumbia \| Team Jayco AlUla \| + 18" \| \| 9. \| Felix Großschartner \| Austria \| UAE Team Emirates \| + 18" \| \| 10. \| Sylvain Moniquet \| Belgia \| Lotto Dstny \| + 18" \| |                     |                   |                       |             |
| |                     |                   |                       |             |
| Źródło: ProCyclingStats |                     |                   |                       |             |
| Klasyfikacja generalna |                     |                   |                       |             |
| Kolarz | Kolarz              | Państwo           | Drużyna               | Czas        |
| 1. | Milan Vader         | Holandia          | Jumbo-Visma           | 17h 42' 27" |
| 2. | Rémy Rochas         | Francja           | Cofidis               | + 6"        |
| 3. | Hugh Carthy         | Wielka Brytania   | EF Education-EasyPost | + 14"       |
| 4. | Tim Wellens         | Belgia            | UAE Team Emirates     | + 16"       |
| 5. | Louis Barré         | Francja           | Arkéa-Samsic          | + 17"       |
| 6. | Matteo Jorgenson    | Stany Zjednoczone | Movistar Team         | + 18"       |
| 7. | Ethan Hayter        | Wielka Brytania   | Ineos Grenadiers      | + 18"       |
| 8. | Jesús David Peña    | Kolumbia          | Team Jayco AlUla      | + 18"       |
| 9. | Felix Großschartner | Austria           | UAE Team Emirates     | + 18"       |
| 10. | Sylvain Moniquet    | Belgia            | Lotto Dstny           | + 18"       |

### Etap 6
| Guilin - Guilin | pagórkowaty | (168,3 km) |

| \| Klasyfikacja etapu \| Klasyfikacja etapu \| Klasyfikacja etapu \| Klasyfikacja etapu \| Klasyfikacja etapu \| \| Kolarz \| Kolarz \| Państwo \| Drużyna \| Czas \| \| ------------------ \| --------------------- \| ------------------ \| ---------------------- \| ------------------ \| \| 1. \| Olav Kooij \| Holandia \| Jumbo-Visma \| 3h 34' 50" \| \| 2. \| Juan Sebastián Molano \| Kolumbia \| UAE Team Emirates \| + 0" \| \| 3. \| Ethan Hayter \| Wielka Brytania \| Ineos Grenadiers \| + 0" \| \| 4. \| Arvid de Kleijn \| Holandia \| Tudor Pro Cycling Team \| + 0" \| \| 5. \| Dušan Rajović \| Serbia \| Bahrain Victorious \| + 0" \| \| 6. \| Elia Viviani \| Włochy \| Ineos Grenadiers \| + 0" \| \| 7. \| Arnaud De Lie \| Belgia \| Lotto Dstny \| + 0" \| \| 8. \| Max Kanter \| Niemcy \| Movistar Team \| + 0" \| \| 9. \| Rüdiger Selig \| Niemcy \| Lotto Dstny \| + 0" \| \| 10. \| Max Walscheid \| Niemcy \| Cofidis \| + 0" \| |                       |                 |                        |            |
| |                       |                 |                        |            |
| Źródło: ProCyclingStats |                       |                 |                        |            |
| Klasyfikacja etapu |                       |                 |                        |            |
| Kolarz | Kolarz                | Państwo         | Drużyna                | Czas       |
| 1. | Olav Kooij            | Holandia        | Jumbo-Visma            | 3h 34' 50" |
| 2. | Juan Sebastián Molano | Kolumbia        | UAE Team Emirates      | + 0"       |
| 3. | Ethan Hayter          | Wielka Brytania | Ineos Grenadiers       | + 0"       |
| 4. | Arvid de Kleijn       | Holandia        | Tudor Pro Cycling Team | + 0"       |
| 5. | Dušan Rajović         | Serbia          | Bahrain Victorious     | + 0"       |
| 6. | Elia Viviani          | Włochy          | Ineos Grenadiers       | + 0"       |
| 7. | Arnaud De Lie         | Belgia          | Lotto Dstny            | + 0"       |
| 8. | Max Kanter            | Niemcy          | Movistar Team          | + 0"       |
| 9. | Rüdiger Selig         | Niemcy          | Lotto Dstny            | + 0"       |
| 10. | Max Walscheid         | Niemcy          | Cofidis                | + 0"       |

## Klasyfikacje

### Klasyfikacja generalna
| \| Klasyfikacja generalna \| Klasyfikacja generalna \| Klasyfikacja generalna \| Klasyfikacja generalna \| Klasyfikacja generalna \| \| Kolarz \| Kolarz \| Państwo \| Drużyna \| Czas \| \| ---------------------- \| ---------------------- \| ---------------------- \| ---------------------- \| ---------------------- \| \| 1. \| Milan Vader \| Holandia \| Jumbo-Visma \| 21h 17' 17" \| \| 2. \| Rémy Rochas \| Francja \| Cofidis \| + 6" \| \| 3. \| Ethan Hayter \| Wielka Brytania \| Ineos Grenadiers \| + 11" \| \| 4. \| Hugh Carthy \| Wielka Brytania \| EF Education-EasyPost \| + 14" \| \| 5. \| Tim Wellens \| Belgia \| UAE Team Emirates \| + 16" \| \| 6. \| Louis Barré \| Francja \| Arkéa-Samsic \| + 17" \| \| 7. \| Matteo Jorgenson \| Stany Zjednoczone \| Movistar Team \| + 18" \| \| 8. \| Jesús David Peña \| Kolumbia \| Team Jayco AlUla \| + 18" \| \| 9. \| Felix Großschartner \| Austria \| UAE Team Emirates \| + 18" \| \| 10. \| Sylvain Moniquet \| Belgia \| Lotto Dstny \| + 18" \| |                     |                   |                       |             |
| |                     |                   |                       |             |
| Źródło: ProCyclingStats |                     |                   |                       |             |
| Klasyfikacja generalna |                     |                   |                       |             |
| Kolarz | Kolarz              | Państwo           | Drużyna               | Czas        |
| 1. | Milan Vader         | Holandia          | Jumbo-Visma           | 21h 17' 17" |
| 2. | Rémy Rochas         | Francja           | Cofidis               | + 6"        |
| 3. | Ethan Hayter        | Wielka Brytania   | Ineos Grenadiers      | + 11"       |
| 4. | Hugh Carthy         | Wielka Brytania   | EF Education-EasyPost | + 14"       |
| 5. | Tim Wellens         | Belgia            | UAE Team Emirates     | + 16"       |
| 6. | Louis Barré         | Francja           | Arkéa-Samsic          | + 17"       |
| 7. | Matteo Jorgenson    | Stany Zjednoczone | Movistar Team         | + 18"       |
| 8. | Jesús David Peña    | Kolumbia          | Team Jayco AlUla      | + 18"       |
| 9. | Felix Großschartner | Austria           | UAE Team Emirates     | + 18"       |
| 10. | Sylvain Moniquet    | Belgia            | Lotto Dstny           | + 18"       |

| Klasyfikacja punktowa | Klasyfikacja punktowa | Klasyfikacja punktowa | Klasyfikacja punktowa  | Klasyfikacja punktowa |
| Kolarz                | Kolarz                | Państwo               | Drużyna                | Punkty                |
| --------------------- | --------------------- | --------------------- | ---------------------- | --------------------- |
| 1.                    | Dries De Bondt        | Belgia                | Alpecin-Deceuninck     | 58 pkt                |
| 2.                    | Olav Kooij            | Holandia              | Jumbo-Visma            | 50 pkt                |
| 3.                    | Jonathan Milan        | Włochy                | Bahrain Victorious     | 34 pkt                |
| 4.                    | Jens Reynders         | Belgia                | Israel-Premier Tech    | 30 pkt                |
| 5.                    | Juan Sebastián Molano | Kolumbia              | UAE Team Emirates      | 29 pkt                |
| 6.                    | Arvid de Kleijn       | Holandia              | Tudor Pro Cycling Team | 26 pkt                |
| 7.                    | Elia Viviani          | Włochy                | Ineos Grenadiers       | 23 pkt                |
| 8.                    | Jensen Plowright      | Australia             | Alpecin-Deceuninck     | 20 pkt                |
| 9.                    | Ethan Hayter          | Wielka Brytania       | Ineos Grenadiers       | 18 pkt                |
| 10.                   | Max Kanter            | Niemcy                | Movistar Team          | 16 pkt                |

| Klasyfikacja punktowa | Klasyfikacja punktowa | Klasyfikacja punktowa | Klasyfikacja punktowa  | Klasyfikacja punktowa |
| Kolarz                | Kolarz                | Państwo               | Drużyna                | Punkty                |
| --------------------- | --------------------- | --------------------- | ---------------------- | --------------------- |
| 1.                    | Dries De Bondt        | Belgia                | Alpecin-Deceuninck     | 58 pkt                |
| 2.                    | Olav Kooij            | Holandia              | Jumbo-Visma            | 50 pkt                |
| 3.                    | Jonathan Milan        | Włochy                | Bahrain Victorious     | 34 pkt                |
| 4.                    | Jens Reynders         | Belgia                | Israel-Premier Tech    | 30 pkt                |
| 5.                    | Juan Sebastián Molano | Kolumbia              | UAE Team Emirates      | 29 pkt                |
| 6.                    | Arvid de Kleijn       | Holandia              | Tudor Pro Cycling Team | 26 pkt                |
| 7.                    | Elia Viviani          | Włochy                | Ineos Grenadiers       | 23 pkt                |
| 8.                    | Jensen Plowright      | Australia             | Alpecin-Deceuninck     | 20 pkt                |
| 9.                    | Ethan Hayter          | Wielka Brytania       | Ineos Grenadiers       | 18 pkt                |
| 10.                   | Max Kanter            | Niemcy                | Movistar Team          | 16 pkt                |

| Klasyfikacja górska | Klasyfikacja górska | Klasyfikacja górska | Klasyfikacja górska | Klasyfikacja górska |
| Kolarz              | Kolarz              | Państwo             | Drużyna             | Punkty              |
| ------------------- | ------------------- | ------------------- | ------------------- | ------------------- |
| 1.                  | Frederik Wandahl    | Dania               | Bora-Hansgrohe      | 73 pkt              |
| 2.                  | Dries De Bondt      | Belgia              | Alpecin-Deceuninck  | 29 pkt              |
| 3.                  | Ryan Mullen         | Irlandia            | Bora-Hansgrohe      | 21 pkt              |
| 4.                  | Juri Hollmann       | Niemcy              | Movistar Team       | 20 pkt              |
| 5.                  | Tim Wellens         | Belgia              | UAE Team Emirates   | 15 pkt              |
| 6.                  | Johan Jacobs        | Szwajcaria          | Movistar Team       | 15 pkt              |
| 7.                  | Felix Großschartner | Austria             | UAE Team Emirates   | 12 pkt              |
| 8.                  | Óscar Rodríguez     | Hiszpania           | Movistar Team       | 10 pkt              |
| 9.                  | Jens Reynders       | Belgia              | Israel-Premier Tech | 9 pkt               |
| 10.                 | Matteo Jorgenson    | Stany Zjednoczone   | Movistar Team       | 6 pkt               |

| Klasyfikacja górska | Klasyfikacja górska | Klasyfikacja górska | Klasyfikacja górska | Klasyfikacja górska |
| Kolarz              | Kolarz              | Państwo             | Drużyna             | Punkty              |
| ------------------- | ------------------- | ------------------- | ------------------- | ------------------- |
| 1.                  | Frederik Wandahl    | Dania               | Bora-Hansgrohe      | 73 pkt              |
| 2.                  | Dries De Bondt      | Belgia              | Alpecin-Deceuninck  | 29 pkt              |
| 3.                  | Ryan Mullen         | Irlandia            | Bora-Hansgrohe      | 21 pkt              |
| 4.                  | Juri Hollmann       | Niemcy              | Movistar Team       | 20 pkt              |
| 5.                  | Tim Wellens         | Belgia              | UAE Team Emirates   | 15 pkt              |
| 6.                  | Johan Jacobs        | Szwajcaria          | Movistar Team       | 15 pkt              |
| 7.                  | Felix Großschartner | Austria             | UAE Team Emirates   | 12 pkt              |
| 8.                  | Óscar Rodríguez     | Hiszpania           | Movistar Team       | 10 pkt              |
| 9.                  | Jens Reynders       | Belgia              | Israel-Premier Tech | 9 pkt               |
| 10.                 | Matteo Jorgenson    | Stany Zjednoczone   | Movistar Team       | 6 pkt               |

| Klasyfikacja młodzieżowa | Klasyfikacja młodzieżowa | Klasyfikacja młodzieżowa | Klasyfikacja młodzieżowa | Klasyfikacja młodzieżowa |
| Kolarz                   | Kolarz                   | Państwo                  | Drużyna                  | Czas                     |
| ------------------------ | ------------------------ | ------------------------ | ------------------------ | ------------------------ |
| 1.                       | Ethan Hayter             | Wielka Brytania          | Ineos Grenadiers         | 21h 17' 28"              |
| 2.                       | Louis Barré              | Francja                  | Arkéa-Samsic             | + 6"                     |
| 3.                       | Matteo Jorgenson         | Stany Zjednoczone        | Movistar Team            | + 7"                     |
| 4.                       | Jesús David Peña         | Kolumbia                 | Team Jayco AlUla         | + 7"                     |
| 5.                       | Sylvain Moniquet         | Belgia                   | Lotto Dstny              | + 7"                     |
| 6.                       | Oscar Onley              | Wielka Brytania          | Team DSM-Firmenich       | + 10"                    |
| 7.                       | Axel Mariault            | Francja                  | Cofidis                  | + 15"                    |
| 8.                       | Giovanni Aleotti         | Włochy                   | Bora-Hansgrohe           | + 18"                    |
| 9.                       | Leo Hayter               | Wielka Brytania          | Ineos Grenadiers         | + 18"                    |
| 10.                      | Filippo Baroncini        | Włochy                   | Lidl-Trek                | + 26"                    |

| Klasyfikacja młodzieżowa | Klasyfikacja młodzieżowa | Klasyfikacja młodzieżowa | Klasyfikacja młodzieżowa | Klasyfikacja młodzieżowa |
| Kolarz                   | Kolarz                   | Państwo                  | Drużyna                  | Czas                     |
| ------------------------ | ------------------------ | ------------------------ | ------------------------ | ------------------------ |
| 1.                       | Ethan Hayter             | Wielka Brytania          | Ineos Grenadiers         | 21h 17' 28"              |
| 2.                       | Louis Barré              | Francja                  | Arkéa-Samsic             | + 6"                     |
| 3.                       | Matteo Jorgenson         | Stany Zjednoczone        | Movistar Team            | + 7"                     |
| 4.                       | Jesús David Peña         | Kolumbia                 | Team Jayco AlUla         | + 7"                     |
| 5.                       | Sylvain Moniquet         | Belgia                   | Lotto Dstny              | + 7"                     |
| 6.                       | Oscar Onley              | Wielka Brytania          | Team DSM-Firmenich       | + 10"                    |
| 7.                       | Axel Mariault            | Francja                  | Cofidis                  | + 15"                    |
| 8.                       | Giovanni Aleotti         | Włochy                   | Bora-Hansgrohe           | + 18"                    |
| 9.                       | Leo Hayter               | Wielka Brytania          | Ineos Grenadiers         | + 18"                    |
| 10.                      | Filippo Baroncini        | Włochy                   | Lidl-Trek                | + 26"                    |

| Klasyfikacja drużynowa | Klasyfikacja drużynowa | Klasyfikacja drużynowa       | Klasyfikacja drużynowa |
| Drużyna                | Drużyna                | Państwo                      | Czas                   |
| ---------------------- | ---------------------- | ---------------------------- | ---------------------- |
| 1.                     | Cofidis                | Francja                      | 63h 52' 55"            |
| 2.                     | Ineos Grenadiers       | Wielka Brytania              | + 16"                  |
| 3.                     | EF Education-EasyPost  | Stany Zjednoczone            | + 33"                  |
| 4.                     | UAE Team Emirates      | Zjednoczone Emiraty Arabskie | + 1' 22"               |
| 5.                     | Arkéa-Samsic           | Francja                      | + 1' 30"               |
| 6.                     | Movistar Team          | Hiszpania                    | + 1' 32"               |
| 7.                     | Bora-Hansgrohe         | Niemcy                       | + 2' 46"               |
| 8.                     | Team Jayco AlUla       | Australia                    | + 2' 55"               |
| 9.                     | Israel-Premier Tech    | Izrael                       | + 2' 57"               |
| 10.                    | Lotto Dstny            | Belgia                       | + 4' 26"               |

| Klasyfikacja drużynowa | Klasyfikacja drużynowa | Klasyfikacja drużynowa       | Klasyfikacja drużynowa |
| Drużyna                | Drużyna                | Państwo                      | Czas                   |
| ---------------------- | ---------------------- | ---------------------------- | ---------------------- |
| 1.                     | Cofidis                | Francja                      | 63h 52' 55"            |
| 2.                     | Ineos Grenadiers       | Wielka Brytania              | + 16"                  |
| 3.                     | EF Education-EasyPost  | Stany Zjednoczone            | + 33"                  |
| 4.                     | UAE Team Emirates      | Zjednoczone Emiraty Arabskie | + 1' 22"               |
| 5.                     | Arkéa-Samsic           | Francja                      | + 1' 30"               |
| 6.                     | Movistar Team          | Hiszpania                    | + 1' 32"               |
| 7.                     | Bora-Hansgrohe         | Niemcy                       | + 2' 46"               |
| 8.                     | Team Jayco AlUla       | Australia                    | + 2' 55"               |
| 9.                     | Israel-Premier Tech    | Izrael                       | + 2' 57"               |
| 10.                    | Lotto Dstny            | Belgia                       | + 4' 26"               |

### Liderzy klasyfikacji
| Etap   |             | Pierwsze miejsce _    | Klasyfikacja generalna | Punktowa       | Górska           | Młodzieżowa    | Drużynowa          |
| ------ | ----------- | --------------------- | ---------------------- | -------------- | ---------------- | -------------- | ------------------ |
| 1      | płaski      | Elia Viviani          | Elia Viviani           | Elia Viviani   | Frederik Wandahl | Jonathan Milan | Alpecin-Deceuninck |
| 2      | płaski      | Jonathan Milan        | Jonathan Milan         | Jonathan Milan | Frederik Wandahl | Jonathan Milan | Ineos Grenadiers   |
| 3      | pagórkowaty | Olav Kooij            | Dries De Bondt         | Dries De Bondt | Frederik Wandahl | Jonathan Milan | Ineos Grenadiers   |
| 4      | górzysty    | Milan Vader           | Milan Vader            | Dries De Bondt | Frederik Wandahl | Louis Barré    | Cofidis            |
| 5      | pagórkowaty | Juan Sebastián Molano | Milan Vader            | Dries De Bondt | Frederik Wandahl | Louis Barré    | Cofidis            |
| 6      | pagórkowaty | Olav Kooij            | Milan Vader            | Dries De Bondt | Frederik Wandahl | Ethan Hayter   | Cofidis            |
| Koniec | Koniec      |                       | Milan Vader            | Dries De Bondt | Frederik Wandahl | Ethan Hayter   | Cofidis            |